# A klana Indiana
A klana Indiana (« Un petit Indien » en allemand supérieur) est un groupe autrichien.

## Histoire
Klaus Biedermann, Claus Marcus et Christian Seitz, trois producteurs viennois, forment un groupe en novembre 1998. Ils publient le titre A klana Indiana, qui reprend tous les clichés sur les Amérindiens, avec des paroles grivoises, sur une mélodie dance. Il devient numéro un des ventes de singles en Autriche l'année suivante.
Ils recommencent avec un second single, Uiii, is des bled!, qui devient lui aussi la meilleure vente peu après. De même, le titre Twist No. Sex (samplé sur Mambo No. 5 de Lou Bega) se classe numéro trois. En fin d'année, Ski Heil … is des geil! atteint la douzième place. L'album Jetzt muss es raus atteint la neuvième place des ventes.

## Discographie

### Album
- 1999 : Jetzt muss es raus

### Singles
- 1998 : A klana Indiana
- 1999 : Uiii, is des bled!
- 1999 : Twist No. Sex
- 1999 : Ski Heil … is des geil!
- 2001 : Wer jetzt net hupft … is schwul!